# Geografia del Lesotho

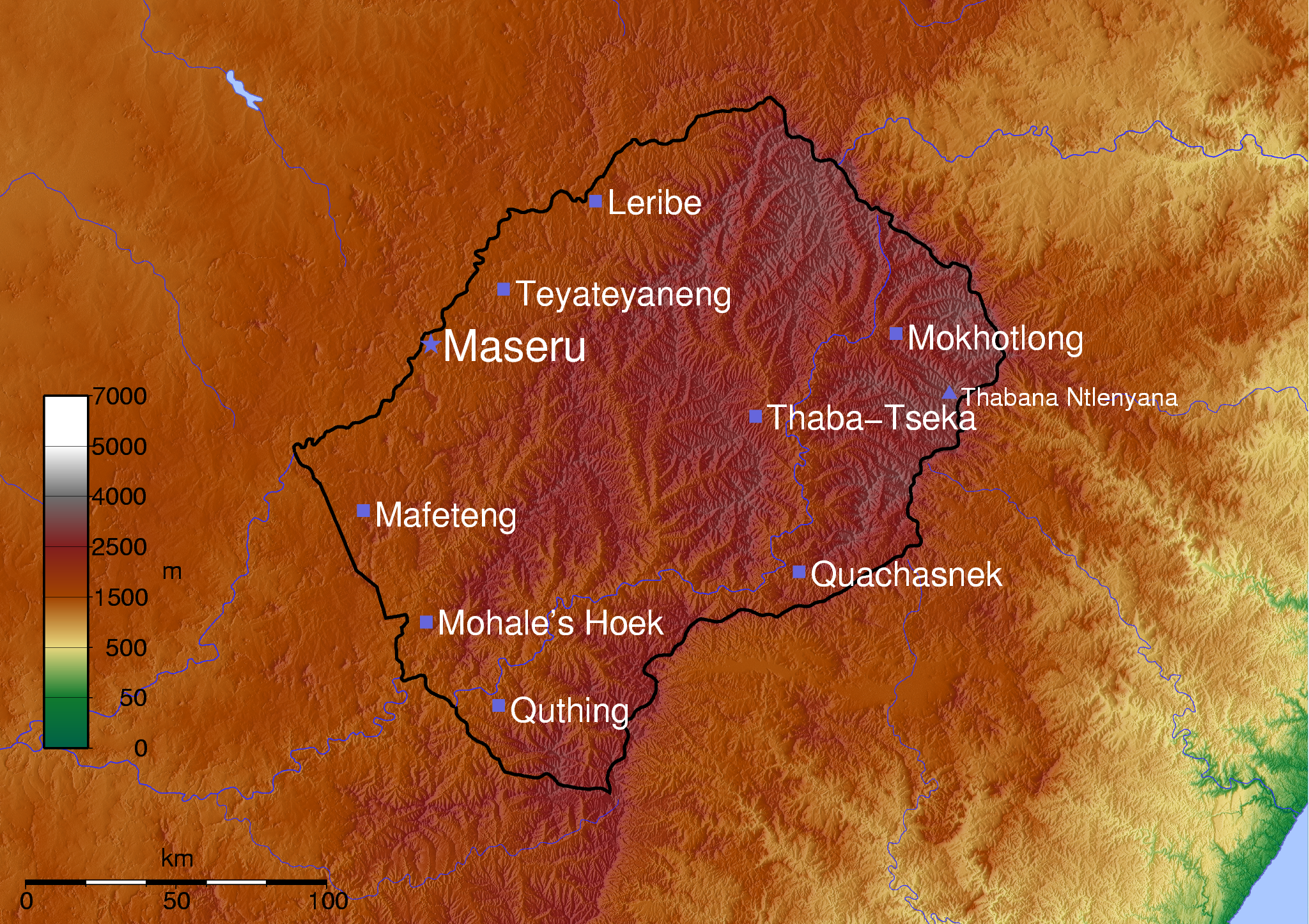
Morfologia del Lesotho

Il Lesotho è un paese dell'Africa meridionale. Prevalentemente montagnoso, è privo di sbocchi sul mare ed è totalmente circondato dal Sudafrica. La lunghezza totale delle frontiere terrestri del paese è di 909 km. Il Lesotho si estende su una superficie di circa 30.355 chilometri quadrati, di cui una percentuale trascurabile è coperta di acque.
Il Lesotho è situato a circa 29° 30' di latitudine sud e 28° 30' di longitudine est. È il 141° più grande paese del mondo. Il più vicino porto è Durban.

## Morfologia

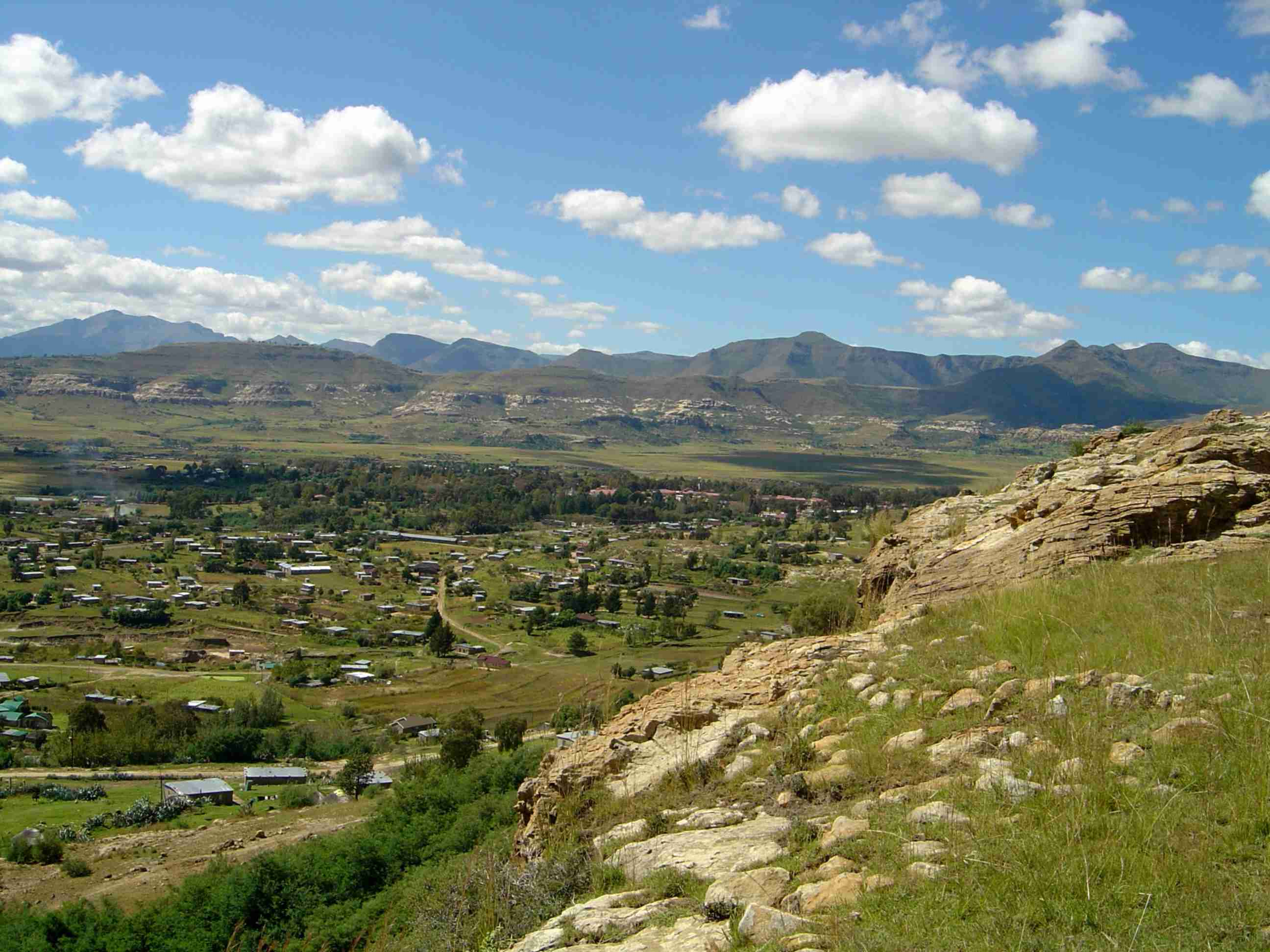

Il Lesotho può essere grosso modo diviso in tre regioni geografiche: 
- le pianure, nelle rive sud del fiume Caledon, e nella valle del fiume Senqu;
- gli altopiani formate dalle catene montuose del Drakensberg e del Maloti nella parte orientale e centrale del paese.
- le colline poste tra le pianure e gli altopiani.

La più importante caratteristica geografica del Lesotho, a parte il suo status di enclave del Sud Africa, è che è l'unico stato indipendente nel mondo che si trova interamente sopra la quota di 1.000 metri sul livello del mare. Il suo punto più basso è posto addirittura a 1.400 metri.
Il punto più alto è il picco del Monte Thabana Ntlenyana che raggiunge un'altitudine di 3482 metri. Oltre l'80% del territorio del Lesotho si trova al di sopra dei 1800 metri.

## Idrografia
I fiumi che scorrono in tutto il paese sono una parte importante dell'economia del Lesotho.
Il reddito e le esportazioni del paese si fondano sull'acqua e in buona parte dalle centrali idroelettriche. Il fiume Orange sorge sui monti Drakensberg nel nord-est del Lesotho e scorre per tutta la lunghezza del paese prima di entrare nel Sud Africa.
Il fiume Caledon costituisce parte del confine nord-occidentale con il Sud Africa.
Altri fiumi sono il Malibamatso, il Matsoku e il Senqunyane.

## Clima
A causa della sua altezza sul livello del mare, il clima del paese è più fresco rispetto alla maggior parte delle regioni poste a questa latitudine.
Il Lesotho ha un clima continentale, con estati calde e inverni freddi.
Maseru e la pianura circostante raggiunge spesso i 30 °C durante l'estate.
Gli inverni possono essere freddi con temperature intorno ai -7 °C nelle pianure e -18 °C sugli altipiani.
Le precipitazioni medie annue variano dai 600 mm in pianura a circa 1200 mm nei settori settentrionali ed orientali.
La maggior parte della pioggia cade durante i temporali estivi: l'85% delle precipitazioni annue cade tra i mesi di ottobre e aprile.
Gli inverni – tra maggio e settembre – sono di solito relativamente asciutti.

## Risorse naturali
Il Lesotho è povero di risorse naturali; la più importante, economicamente parlando, è l'acqua. Il Lesotho Highlands Water Project consente di esportare l'acqua dei fiumi Malibamatso, Matsoku, Senqu e Senqunyane verso il Sudafrica, oltre a soddisfare le esigenze di generazione di energia idroelettrica per il paese.
La principale risorsa mineraria è costituita dalle miniere di diamanti di Letseng nella catena montuosa del Maluti, anche se non ha una grande produzione di pietre. Altre risorse minerarie includono carbone, galena, quarzo e depositi di uranio, il cui sfruttamento non è considerato commercialmente valido.
Gran parte della popolazione è impegnata nell'agricoltura di sussistenza sebbene solo il 10,71% della superficie del paese sia classificata come seminativa e lo 0,13% abbia colture permanenti.

## Geografia politica

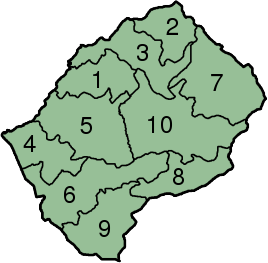
Distretti del Lesotho

Il Lesotho è diviso in 10 distretti amministrativi, ognuna con la propria capitale, chiamata camptown. I distretti sono ulteriormente suddivisi in 80 circoscrizioni.
Distretti (in ordine alfabetico):
1. Distretto di Berea
2. Distretto di Butha-Buthe
3. Distretto di Leribe
4. Distretto di Mafeteng
5. Distretto di Maseru
6. Distretto di Mohale's Hoek
7. Distretto di Mokhotlong
8. Distretto di Qacha's Nek
9. Distretto di Quthing
10. Distretto di Thaba-Tseka

## Dati generali
Area totale: 30.355 km²
Totale frontiere terrestri: 909 km (totalmente circondato dal Sudafrica)
Elevazioni estreme:

Punto più alto: Thabana Ntlenyana 3.482 m 

Punto più basso: Confluenza del fiume Orange con il fiume Makhaleng a 1.400 m